# Dunkadunkalåt
Dunkadunkalåt är en singel från 2009 skriven och producerad av humorgruppen Tramsgänget. Låten är en parodi på begreppet sommarplågor och var gruppens första singel. "Låtar man kan utantill utan att man har bett om det", som de själva uttrycker det.
Låten med tillhörande musikvideo parodierar även flera sommarplågor som var populära då som Hej hej Monica, Boten Anna och Ingen vill veta var du köpt din tröja.